# Cyrtodactylus tigroides
Espèce
Cyrtodactylus tigroides est une espèce de geckos de la famille des Gekkonidae.

## Répartition
Cette espèce est endémique de la province de Kanchanaburi en Thaïlande.

## Description
C'est un gecko insectivore, nocturne et terrestre.

## Publication originale
- Bauer, Sumontha & Pauwels, 2003 : Two new species of Cyrtodactylus (Reptilia: Squamata: Gekkonidae) from Thailand. Zootaxa, n. 376, p. 1-18.